# Petra Kronberger
Petra Kronberger (n. 21 februarie 1969, St. Johann im Pongau, Salzburg, Austria) este o schioară alpină austriacă, medaliată olimpică. A participat la o ediție a Jocurilor Olimpice (1992) în care a câștigat două medalii de aur.